# Harrison Rourke
Harrison John Rourke (ur. 1995) – australijski zapaśnik walczący w stylu wolnym.
Brązowy medalista mistrzostw Azji Południowo-Wschodniej w 2025. Srebrny medalista mistrzostw Oceanii w 2023 roku.